# Roman Walentinowitsch Kopin

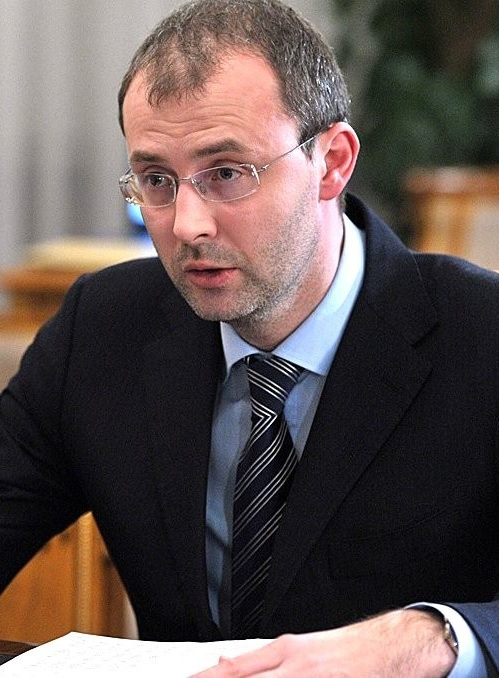
Roman Walentinowitsch Kopin

Roman Walentinowitsch Kopin (russisch Роман Валентинович Копин; * 5. März 1974 in Kostroma, RSFSR, UdSSR) ist ein russischer Politiker und ehemaliger Gouverneur des Autonomen Kreises der Tschuktschen.

## Leben
Im Jahr 1994 wurde Kopin stellvertretender Direktor eines Regionalzentrums für Jugendinitiativen in Nischni Nowgorod. 1996 schloss er die Wolga-Wjatka-Akademie für Staatsdienst ab. 
1999 wurde er zum Berater des Gouverneurs des Autonomen Kreises der Tschuktschen ernannt. Im April 2008 stieg er zum stellvertretenden Gouverneur dieses Gebiets auf. Im selben Jahr absolvierte er die Finanzuniversität bei der Regierung der Russischen Föderation mit dem Schwerpunkt „Finanzen und Kredit“.
Am 3. Juli 2008 wurde Kopin zum amtierenden Gouverneur des Autonomen Kreises der Tschutschken berufen. In diesem Posten ersetzte er Roman Abramowitsch, der sein Amt vorzeitig niederlegen musste. In den Jahren 2013 und 2018 wurde Kopin als Gouverneur wiedergewählt. 2023 kandidierte er nicht mehr. 
Im Februar 2023 wurde Kopin im Zusammenhang des Russischen Angriffskrieges gegen die Ukraine auf die Sanktionsliste der USA gesetzt.